# Pont d'Oliana a la C-14
El Pont d'Oliana a la C-14 és una obra d'Oliana (Alt Urgell) inclosa a l'Inventari del Patrimoni Arquitectònic de Catalunya.

## Descripció
Pont construït durant els anys cinquanta del segle XX damunt la carretera comarcal c1313 al pas de la localitat d'Oliana amb motiu de la construcció del pantà. És un sol arc amb tirants tot ell fet de formigó armat. Els pilars als que descansa l'arc són de maó vist.